# マハラシュトラ・オープン

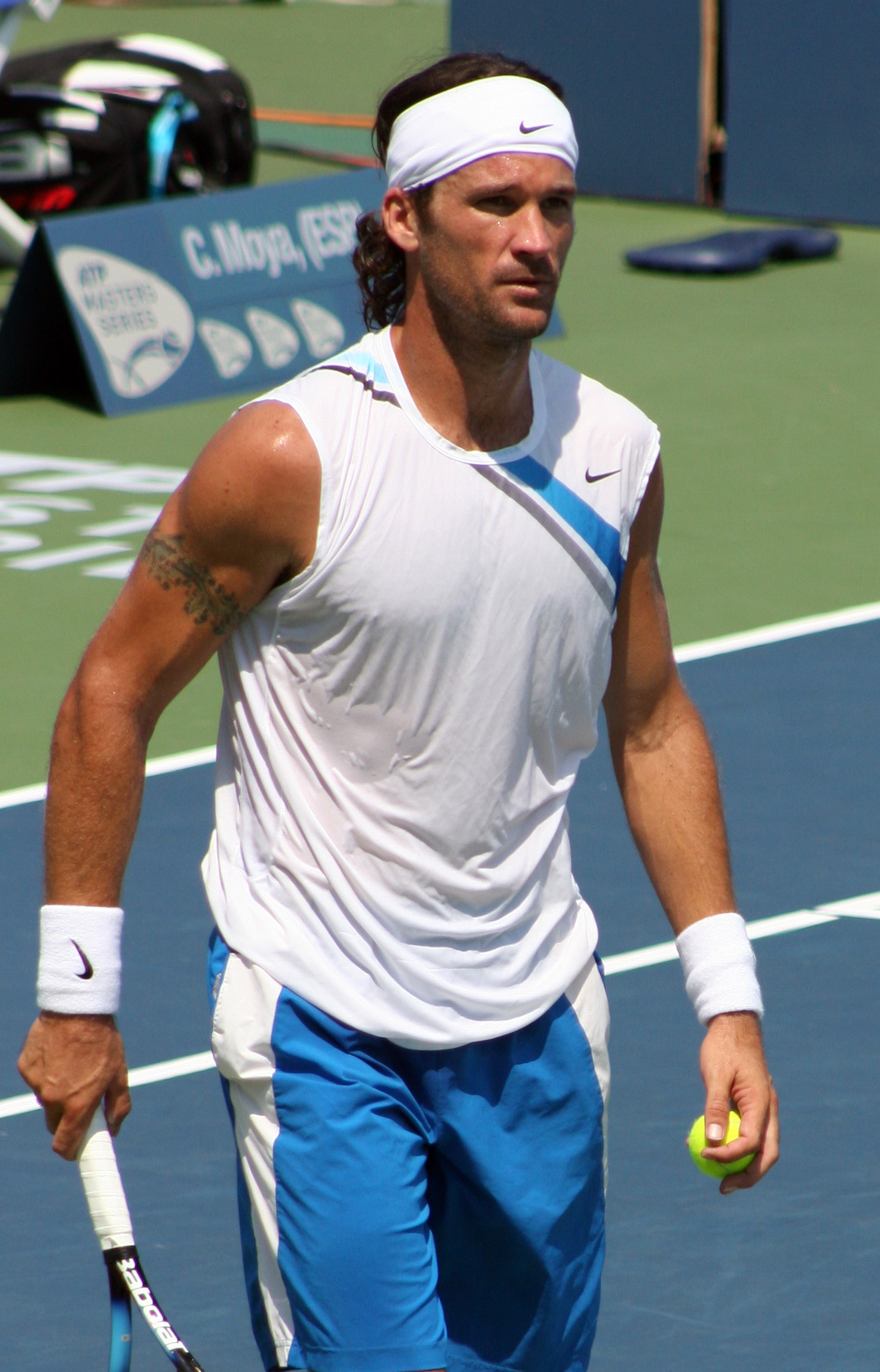
カルロス・モヤは今大会シングルス部門で最も成功を収めている選手である。2004年と2005年に大会連覇を果たした他、2006年も決勝に進出した

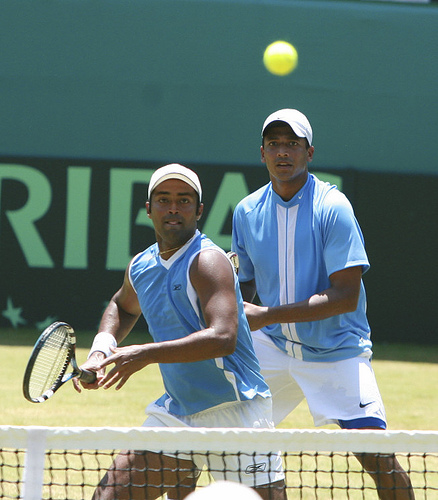
ダブルス部門最多5度の優勝記録を持つインド人ペアマヘシュ・ブパシ&リーンダー・パエス組

マハラシュトラ・オープン（Maharashtra Open）はインド・プネーにて行われるATPツアートーナメントである。
1996年から始まり、大会当初は4月に開催されたが、2000年から1月に開催時期を変更して行われている。以前は地元インドのITC Limitedやタタ・グループが冠スポンサーを務めた時期もあった。サーフェスは屋外ハードコート、大会グレードは2008年まではインターナショナルシリーズ、ツアー新制度移行後の2009年からはATP250のカテゴリに属す。2004年大会でタタ・グループが冠スポンサーを降りてから暫く冠スポンサーが付かない時期が続いたが、2010年大会からマレーシアの携帯電話会社マクシス・コミュニケーションズのインド子会社エアセルが冠スポンサーに付き行われていた。
なお、2017年まではチェンナイで大会が開催されていた。

## 大会歴代優勝者

### シングルス
| 年   | 優勝                             | 準優勝                           | 試合結果                     |
| ---- | -------------------------------- | -------------------------------- | ---------------------------- |
| 2023 | タロン・フリークスポール         | バンジャマン・ポンジ             | 4-6, 7-5, 6-3                |
| 2022 | ジョアン・ソウザ                 | エーミル・ルースヴオリ           | 7-6(11-9), 4-6, 6-1          |
| 2021 | 大会開催なし                     | 大会開催なし                     | 大会開催なし                 |
| 2020 | イジー・ベセリー                 | イゴール・ゲラシモフ             | 7-6(7-3), 5-7, 6-3           |
| 2019 | ケビン・アンダーソン             | イボ・カロビッチ                 | 7-6(7-4), 6-7(2-7), 7-6(7-5) |
| 2018 | ジル・シモン                     | ケビン・アンダーソン             | 7-6(7-4), 6-2                |
| 2017 | ロベルト・バウティスタ・アグート | ダニール・メドベージェフ         | 6-3, 6-4                     |
| 2016 | スタン・ワウリンカ               | ボルナ・チョリッチ               | 6-3, 7-5                     |
| 2015 | スタン・ワウリンカ               | アルヤジ・ベデネ                 | 6-3, 6-4                     |
| 2014 | スタン・ワウリンカ               | エドゥアール・ロジェ＝バセラン   | 7-5, 6-2                     |
| 2013 | ヤンコ・ティプサレビッチ         | ロベルト・バウティスタ・アグート | 3-6, 6-1, 6-3                |
| 2012 | ミロシュ・ラオニッチ             | ヤンコ・ティプサレビッチ         | 6-7(4-7), 7-6(7-4), 7-6(7-4) |
| 2011 | スタン・ワウリンカ               | グザビエ・マリス                 | 7-5, 4-6, 6-1                |
| 2010 | マリン・チリッチ                 | スタン・ワウリンカ               | 7-6(7-3), 7-6(7-3)           |
| 2009 | マリン・チリッチ                 | ソムデブ・デブバルマン           | 6-4, 7-6(7-3)                |
| 2008 | ミハイル・ユージニー             | ラファエル・ナダル               | 6-0, 6-1                     |
| 2007 | グザビエ・マリス                 | ステファン・クーベック           | 6-1, 6-3                     |
| 2006 | イワン・リュビチッチ             | カルロス・モヤ                   | 7-6(8-6), 6-2                |
| 2005 | カルロス・モヤ                   | パラドーン・スリチャパン         | 3-6, 6-4, 7-6(7-5)           |
| 2004 | カルロス・モヤ                   | パラドーン・スリチャパン         | 6-4, 3-6, 7-6(7-5)           |
| 2003 | パラドーン・スリチャパン         | カロル・クチェラ                 | 6-3, 6-1                     |
| 2002 | ギリェルモ・カナス               | パラドーン・スリチャパン         | 6-4, 7-6(7-2)                |
| 2001 | ミハル・タバラ                   | アンドレイ・ストリアロフ         | 6-2, 7-6(7-4)                |
| 2000 | ジェローム・ゴルマール           | マルクス・ハンチェク             | 6-3, 6-7(6-8), 6-3           |
| 1999 | バイロン・ブラック               | ライナー・シュットラー           | 6-4, 1-6, 6-3                |
| 1998 | パトリック・ラフター             | ミカエル・ティルストロム         | 6-3, 6-4                     |
| 1997 | ミカエル・ティルストロム         | アレックス・ラドゥレスク         | 6-4, 4-6, 7-5                |
| 1996 | トーマス・エンクビスト           | バイロン・ブラック               | 6-2, 7-6(7-3)                |

### ダブルス
| 年   | 優勝                                                | 準優勝                                            | 試合結果              |
| ---- | --------------------------------------------------- | ------------------------------------------------- | --------------------- |
| 2020 | アンドレ・ゴランソン クリストファー・ルンガット     | ジョナサン・エルリック アンドレイ・バシレフスキー | 6-2, 3-6, [10-8]      |
| 2019 | ロハン・ボパンナ ディヴィジ・シャラン               | ルーク・バンブリッジ ジョニー・オーマラ           | 6-3, 6-4              |
| 2018 | ロビン・ハーセ マトウィ・ミドルコープ               | ピエール＝ユーグ・エルベール ジル・シモン         | 7-6(7-5), 7-6(7-5)    |
| 2017 | ロハン・ボパンナ ジーバン・ネドゥチェジヤン         | プラブ・ラジャ ディヴィジ・シャラン               | 6-3, 6-4              |
| 2016 | オリバー・マラチ ファブリス・マルタン               | オースティン・クライチェク ブノワ・ペール         | 6-3, 7-5              |
| 2015 | 盧彦勳 ジョナサン・マレー                           | レイベン・クラーセン リーンダー・パエス           | 6-3, 7-6(7-4)         |
| 2014 | ヨハン・ブルンストロム フレデリク・ニールセン       | マテ・パビッチ マリン・ドラガニャ                 | 6-2, 4-6, [10-7]      |
| 2013 | ブノワ・ペール スタン・ワウリンカ                   | アンドレ・ベーゲマン マルティン・エメリッヒ       | 6-2, 6-1              |
| 2012 | リーンダー・パエス ヤンコ・ティプサレビッチ         | ジョナサン・エルリック アンディ・ラム             | 6-4, 6-4              |
| 2011 | マヘシュ・ブパシ リーンダー・パエス                 | ロビン・ハーセ デイヴィッド・マーティン           | 6-2, 6-7(3-7), [10-7] |
| 2010 | マルセル・グラノリェルス サンティアゴ・ベントゥーラ | 盧彦勳 ヤンコ・ティプサレビッチ                   | 7-5, 6-2              |
| 2009 | エリック・ブトラック ラジーブ・ラム                 | ジャン＝クロード・シェレル スタン・ワウリンカ     | 6-3, 6-4              |
| 2008 | サンチャイ・ラティワタナ ソンチャット・ラティワタナ | マルコス・バグダティス マルク・ジケル             | 6-4, 7-5              |
| 2007 | グザビエ・マリス ディック・ノーマン                 | ラファエル・ナダル バルトロメ・サルバ＝ビダル     | 7-6(7-4), 7-6(7-4)    |
| 2006 | ミハル・メルティナク ペトル・パラ                   | プラカシュ・アムリトラジ ロハン・ボパンナ         | 6-2, 7-5              |
| 2005 | 盧彦勳 ライナー・シュットラー                       | マヘシュ・ブパシ ヨナス・ビョルクマン             | 7-5, 4-6, 7-6(7-4)    |
| 2004 | ラファエル・ナダル トミー・ロブレド                 | ジョナサン・エルリック アンディ・ラム             | 7-6(7-3), 4-6, 6-3    |
| 2003 | ユリアン・ノール ミハエル・コールマン               | フランティシェク・チェルマク レオシュ・フリエドル | 7-6(7-1), 7-6(7-3)    |
| 2002 | マヘシュ・ブパシ リーンダー・パエス                 | トマーシュ・ツィブレツ オタ・フカーレク           | 5-7, 6-2, 7-5         |
| 2001 | バイロン・ブラック ウェイン・ブラック               | バリー・コーワン モーゼ・ナヴァラ                 | 6-3, 6-4              |
| 2000 | ジュリアン・ブテー クリストフ・ロクス               | ソウラヴ・パンジャ プララド・スリナス             | 7-5, 6-1              |
| 1999 | マヘシュ・ブパシ リーンダー・パエス                 | ウェイン・ブラック ネヴィル・ゴドウィン           | 4-6, 7-5, 6-4         |
| 1998 | マヘシュ・ブパシ リーンダー・パエス                 | オリビエ・ドレートル マックス・ミルヌイ           | 6-7, 6-3, 6-2         |
| 1997 | マヘシュ・ブパシ リーンダー・パエス                 | オレグ・オゴロドフ イヤル・ラン                   | 7-6, 7-5              |
| 1996 | ヨナス・ビョルクマン ニクラス・クルティ             | バイロン・ブラック サンドン・ストール             | 4-6, 6-4, 6-4         |